# Juan de los Barrios
Juan de los Barrios y Toledo, OFM (1496 - 12 de fevereiro de 1569) foi um prelado católico romano que serviu como o primeiro arcebispo de Santafé em Nova Granada de 1564 a 1569, Bispo de Santa Marta de 1552 a 1564, e como o primeiro bispo do Paraguai de 1547 a 1552.

## Biografia
Juan de los Barrios nasceu em Pedroche, Espanha e foi ordenado sacerdote na Ordem dos Frades Menores. Em 1 de julho de 1547, o Papa Paulo III o nomeou primeiro Bispo do Paraguai. Recebeu a ordenação episcopal por Dom Juan Martínez Silíceo, Arcebispo de Toledo. Em 2 de abril de 1552, foi nomeado pelo Papa Júlio III como Bispo de Santa Marta e dez anos depois, em 11 de setembro de 1562, foi nomeado bispo de Santafé em Nova Granada. Em 22 de março de 1564, o Papa Pio IV o nomeou primeiro arcebispo de Santafé em Nova Granada, onde serviu até sua morte.

Enquanto bispo, foi o consagrador principal de Juan de Simancas Simancas (1564), bispo de Cartagena, e de Pedro de Ágreda Sánchez Martín (1565), bispo de Coro.